# Robert Hicks
Robert Otis Hicks Jr. (Atlanta, 17 novembre 1974) è un ex giocatore di football americano statunitense che ha giocato nel ruolo dell'offensive tackle nella National Football League.